# Новая Ковалёвка (Кировоградская область)
Новая Ковалёвка (укр. Нова Ковалівка) — село в Песчанобродской сельской общине Новоукраинского района Кировоградской области Украины.
До 2020 года входило в Добровеличковский район
Население по переписи 2001 года составляло 40 человек. Почтовый индекс — 27037. Телефонный код — 5253. Занимает площадь 0,518 км². Код КОАТУУ — 3521785305.